# Болдониха
Болдониха — река в России, протекает в Старорусском районе Новгородской области. Устье реки находится у деревни Пинаевы Горки Залучского сельского поселения в 17 км по правому берегу реки Заробская Робья. Длина реки составляет 16 км.
В 7 км от устья, по левому берегу реки впадает река Городня.

## Данные водного реестра
По данным государственного водного реестра России, относится к Балтийскому бассейновому округу, водохозяйственный участок реки — Ловать и Пола, речной подбассейн реки — Волхов. Относится к речному бассейну реки Нева (включая бассейны рек Онежского и Ладожского озера).
- Код водного объекта в государственном водном реестре — 01040200312102000023827[2].